# داريو هوبنر
داريو هوبنر (بالإيطالية: Dario Hübner)‏ (28 أبريل 1967 إيطاليا - ) هو لاعب كرة قدم إيطالي يلعب كمهاجم.

## روابط خارجية
- داريو هوبنر على موقع قاعدة بيانات كرة القدم.إي يو (الإنجليزية)
- داريو هوبنر على موقع عالم كرة القدم.نت (الإنجليزية)